# Cornel West
Cornel Roland West (Tulsa, 2 de juny de 1953) és un filòsof afroamericà, crític social, actor, activista pels drets humans i membre destacat de Socialistes Democràtics d'Amèrica.
West és professor a la Universitat de Princeton on ensenya al Centre d'Estudis Afro-estatunidencs i al departament de Religió. La seva obra se centra en l'anàlisi del paper de la raça, el gènere i la classe en la societat estatunidenca i les diferents formes en què l'individu actua i reacciona davant els factors que els condicionen (radical conditionedness). L'obra de West rep influències de diverses tradicions com l'Església negra, el pragmatisme i el transcendentalisme. També és un comentarista freqüent sobre qüestions socials i polítiques en molts mitjans de comunicació.

## Biografia
West va néixer a Tulsa, Oklahoma, i va créixer en Sacramento, Califòrnia, on el seu pare era contractista per al Departament de Defensa i la seva mare professora. El 1970, després de graduar-se a la John F. Kennedy High School va estudiar a la Universitat Harvard i va rebre classes dels filòsofs Robert Nozick i Stanley Cavell. El 1980, es va doctorar a la Universitat de Princeton on va rebre la influència del pragmatisme de Richard Rorty. La seva tesi doctoral es va titular «Ethics, Historicism and the Marxist tradition» i va ser posteriorment revisada i publicada amb el títol The Ethical Dimensions of Marxist Thought.
El 1978, va tornar a Universitat Harvard abans de convertir-se en professor a la Union Theological Seminary de la ciutat de Nova York. El 1985, la Yale Divinity School el va contractar per a fer classes d'Història dels Estats Units. Mentre ensenyava en aquesta escola, es va manifestar al campus contra l'apartheid que patia Sud-àfrica, fet pel qual va ser empresonat.
Després va tornar a Union Theological Seminary i va fer classes al Haverford College de Pennsilvània durant un any abans de convertir-se en professor de religió a Universitat de Princeton i director del Programa d'Estudis Afro-estatunidencs (1988-1994), els quals va revitalitzar en col·laboració amb altres intel·lectuals com Toni Morrison.
El 1993 va acceptar el nomenament com a Professor d'Estudis Afro-estatunidencs a la Universitat Harvard. West va impartir un dels cursos més populars de la universitat, un curs introductori sobre Estudis Afro-estatunidencs.
El 2001, després d'una polèmica amb el president de Harvard, Lawrence Summers, que el va acusar de desatendre les seves classes i dedicar massa temps a la política, West va retornar a la Universitat de Princeton on ensenya des de llavors.

## Obra publicada
- Black Theology and Marxist Thought (1979)
- Prophesy Deliverance! An Afro-American Revolutionary Christianity (1982)
- Prophetic Fragments (1988)
- The American Evasion of Philosophy: A Genealogy of Pragmatism (1989)
- Breaking Bread: Insurgent Black Intellectual Life (amb Bell hooks, 1991)
- The Ethical Dimensions of Marxist Thought (1991)
- Beyond Eurocentrism and Multiculturalism (1993)
- Race Matters (1993)
- Keeping Faith: Philosophy and Race in America (1994)
- Jews and Blacks: A Dialogue on Race, Religion, and Culture in America (ambMichael Lerner, 1995)
- The Future of the Race (amb Henry Louis Gates, Jr., 1996)
- Restoring Hope: Conversations on the Future of Black America (1997)
- The War Against Parents: What We Can Do For America's Beleaguered Moms and Dads (amb Sylvia Ann Hewlett, 1998)
- The Future of American Progressivism (amb Roberto Mangabeira Unger, 1998)
- The African-American Century: How Black Americans Have Shaped Our Century (amb Henry Louis Gates, Jr., 2000)
- Cornel West: A Critical Reader (George Yancy, editor) (2001)
- Democracy Matters: Winning the Fight Against Imperialism (2004)
- The Ultimate Matrix Collection (amb Ken Wilber, 2004)
- Post-Analytic Philosophy, editat amb John Rajchman.
- Hope On a Tightrope: Words & Wisdom (2008)
- Brother West: Living & Loving Out Loud (2009)
- The Rich and the Rest of Us: A Poverty Manifesto (amb Tavis Smiley, 2012)
- Pro+Agonist: The Art of Opposition (2012)
- Black Prophetic Fire (2014)

## Filmografia

### Cinema
- Matrix Reloaded (2003) com Councilor West
- Matrix Revolutions (2003) com Councilor West
- Street Fight (2005)
- Examined Life (2008)
- The Private Lives of Pippa Lee (2009) com Don Sexton
- #Bars4Justice (2015)
- Chasing Trane: The John Coltrane Documentary (2016)
- No Safe Spaces (2019)[8]

### Televisió
- "What Will Happen to the Gang Next Year?" (2012)